# Bilghez, Sălaj

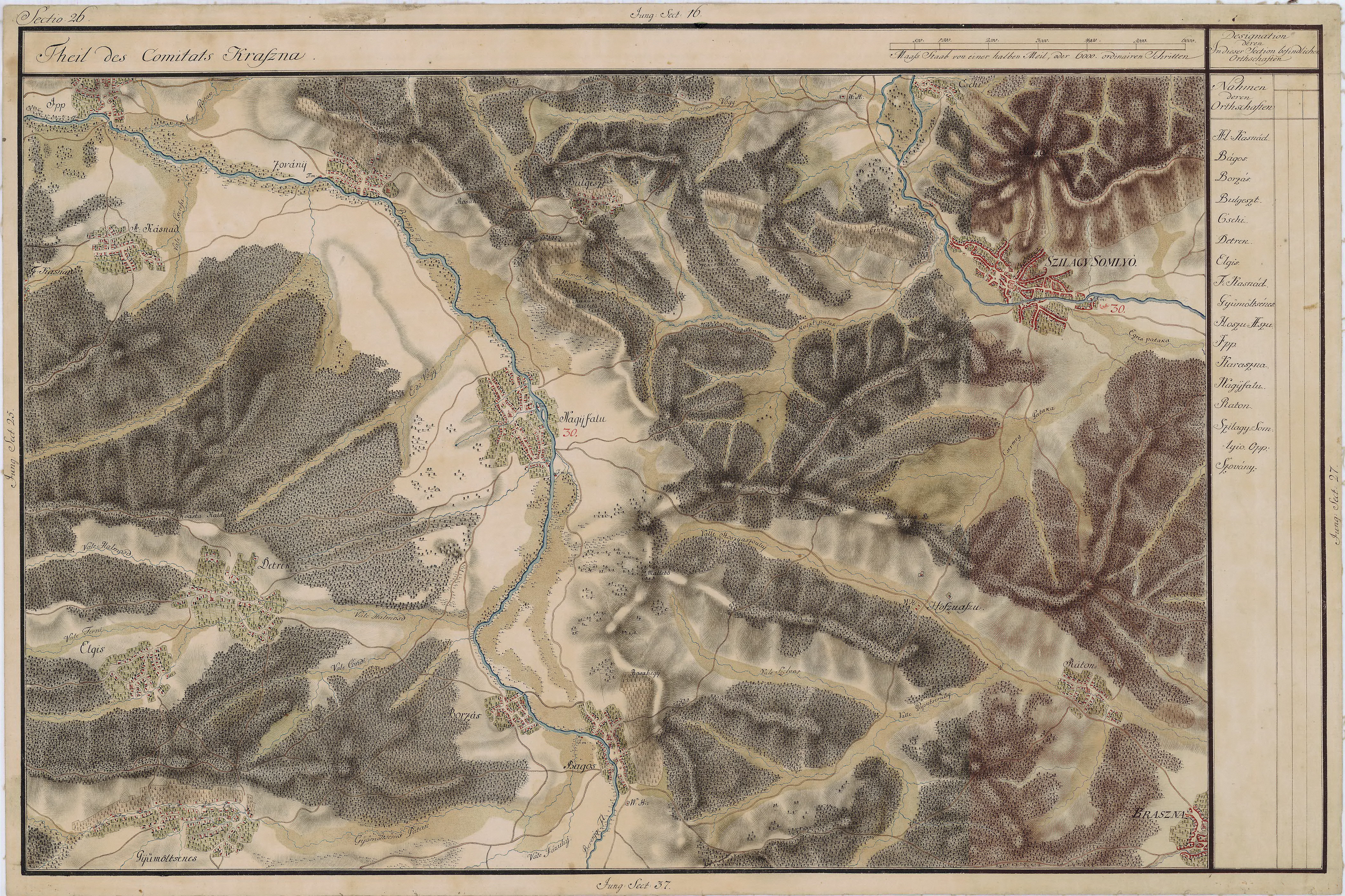
Șimleu Silvaniei în Harta Iosefină a Transilvaniei, 1769-1773

Bilghez este un sat în comuna Nușfalău din județul Sălaj, Transilvania, România.
Atestare documentară: 1259 terra Bylgoz
 Acest articol despre o localitate din județul Sălaj este deocamdată un ciot. Puteți ajuta Wikipedia prin completarea lui.

1. ↑  Biblioteca Județeană I. S. Bădescu Sălaj (2017). Sălaj - Ghidul localităților. Color Print. p. 223. ISBN 978-973-0-24720-6.